# Сендзінек
Сендзінек (пол. Sędzinek) — село в Польщі, у гміні Закшево Александровського повіту Куявсько-Поморського воєводства.
У 1975-1998 роках село належало до Влоцлавського воєводства.